# ハロルド・グリーン
ハロルド・ジョーゼフ・"ハリー"・グリーン（Harold Joseph "Harry" Greene, 1959年2月11日 - 2014年8月5日）は、アメリカ合衆国の軍人。アメリカ陸軍の将校として長年勤務し、アフガニスタン紛争の最中にアフガニスタン治安復興支援統合部隊副司令官に就任した。2014年、キャンプ・カルガにてアフガニスタン国軍の兵士による襲撃を受け戦死した。最終階級は少将。
グリーンの戦死は、米軍の将官が職務中に死亡した事例としては2001年のアメリカ同時多発テロ事件にて殺害されたティモシー・モード陸軍中将以来のものであり、またアメリカ国外に限ればベトナム戦争中の1972年5月に事故死したレンブラント・ロビンソン海軍少将以来の事例となる。グリーンはいわゆる対テロ戦争における戦死者のうち、最高階級の米軍人である。

## 若年期・教育
1959年、マサチューセッツ州ボストンにて母エヴァ・メイと父ハロルド・F・グリーンの元に生を受ける。ニューヨーク州スケネクタディで若年期を過ごし、1977年にギルダーランド・ハイスクールを卒業、1980年にはレンセラー工科大学（RPI）から生産工学（Industrial Engineering）の学士号（bachelor's degree）を得ている。両親はニューヨーク州ギルダーランドに暮らしており、母は2013年2月に死去していたが、父はグリーンの戦死が報じられた時点でも存命だった。グリーンはRPIで生産工学の修士号（master's degree）を得たほか、南カリフォルニア大学（USC）から材料工学の修士号、機械工学の修士号、1992年には物質科学の博士号（Ph.D.）を得ている。
軍人としては工兵将校の初等および高等課程を修了したほか、陸軍指揮幕僚大学を卒業している。防衛調達大学の防衛システム管理大学上級プログラム管理課程（Defense Systems Management College's Advanced Program Management Course）を修了し、アメリカ陸軍大学校から戦略研究修士（Master of Strategic Studies）の学位を得ている。

## 軍歴

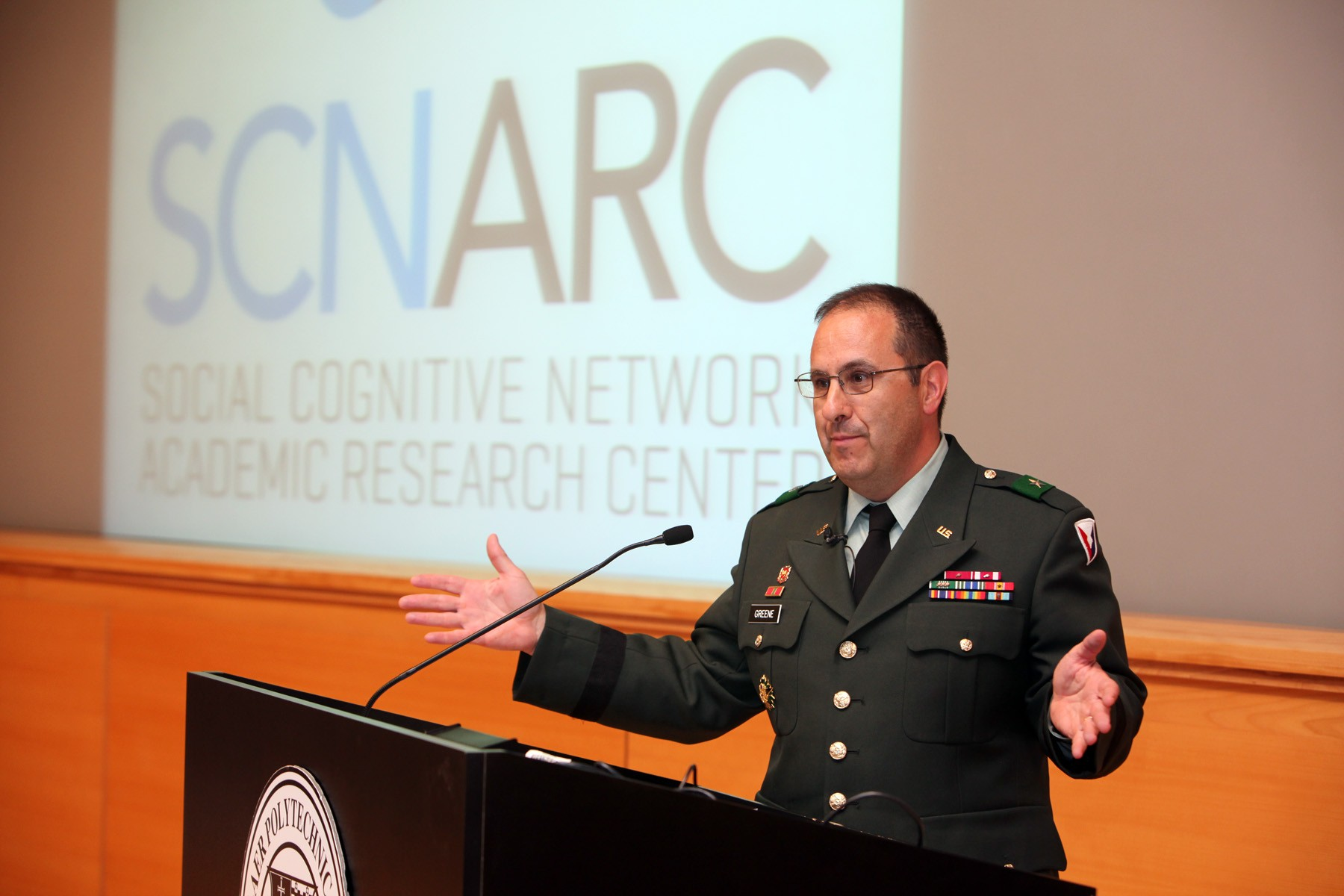
レンセラー工科大学で講演するグリーン（2010年5月）

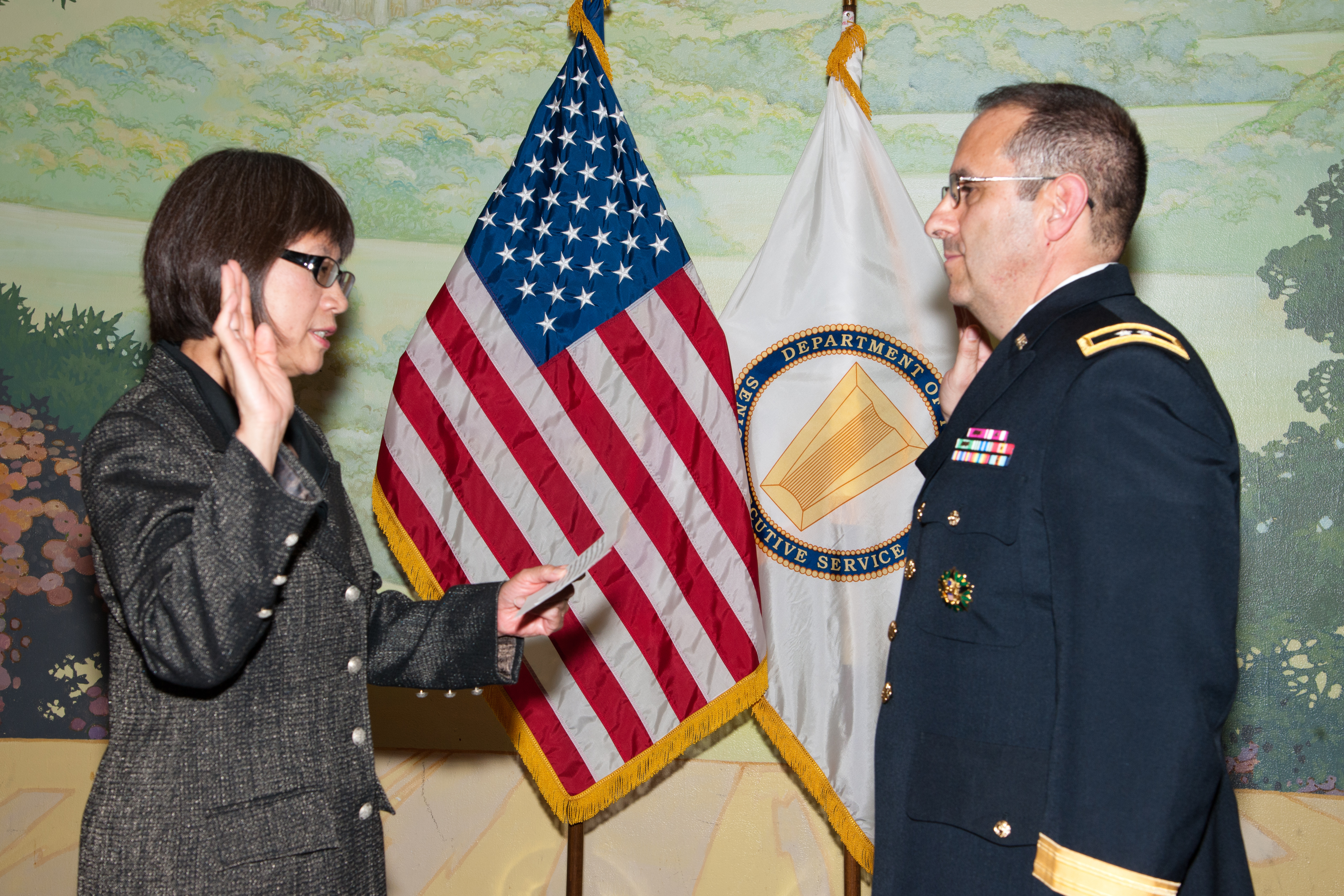
少将への昇進式典（2012年8月）

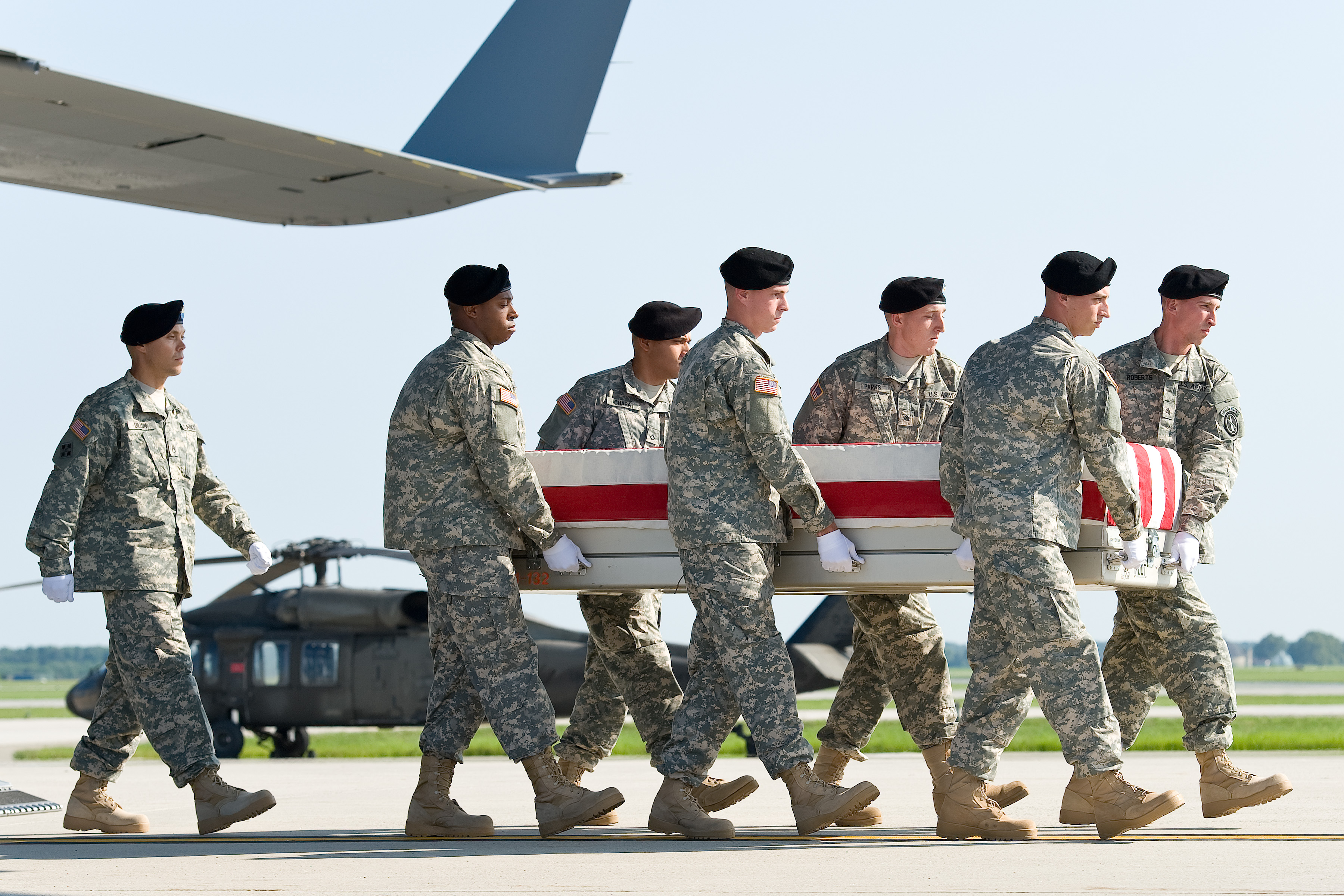
輸送機から降ろされるグリーンの遺体

グリーンはレンセラー工科大学在学中に予備役将校訓練課程に参加し、1980年の卒業と共に陸軍の工兵将校となった。
陸軍入隊後、グリーンはまずフォート・ポークにて小隊長、中隊副官、大隊幕僚などを務めた。その後、在アテネの駐在技術員（resident engineer）、在イスタンブールのプロジェクト技術員（Project engineer）、在西ドイツ第5軍団にて旅団付技術員および中隊長、航空ミサイル軍付幕僚および材料技師、フォート・モンマスにてACSの生産責任者（product manager）、フォート・レオナード・ウッドにて陸軍演習支援センター戦闘開発総局（Combat Developments Directorate, U.S. Army Maneuver Support Center）の局長補（assistant director）を歴任した。2001年9月11日の同時多発テロの際にもフォート・レオナード・ウッドに勤務していた。
2009年末、グリーンは准将に昇進し、アバディーン性能試験場の研究開発設計コマンド副司令官に就任する。その後、ネイティック兵員研究開発設計センター司令官に就任。ナティック勤務の折、グリーンは軍事訓練へのスマートフォン、ビデオゲーム、バーチャルリアリティといった技術の導入を推進した。その後、購買、兵站、技術担当陸軍長官補佐事務局にて情報、電子戦、探知担当の計画執行者（Program executive officer）の職に就く。2012年、少将に昇進し、同事務局内の購買およびシステム管理担当補佐官に就任。2014年1月、アフガニスタンにおける不朽の自由作戦（OEF-A）において、アフガニスタン治安復興支援統合部隊（CSTC-A）の副司令官に指名された。

## 戦死
2014年8月5日、グリーンはカーブルのキャンプ・カルガ内に設置されていたファヒーム元帥記念国防大学を視察中、アフガニスタン兵からM16小銃で後頭部を銃撃され戦死した。当時、グリーンは日常的な業務として訓練施設の視察を行っている最中であった。この攻撃により、グリーン以外にもNATOおよびアフガニスタンの軍人14名が負傷した。その内訳はミヒャエル・バルトシェーア独空軍准将、アフガニスタン国軍の将官2名および将校1名、アメリカ軍人8名、イギリス軍人2名である。事件当日、脅威レベルは低く評価されており、異常な活動の兆候は見られなかったという。
襲撃犯のラフィクラー・タシュケラ（Rafiqullah Tashkera）は、パクティヤー州出身の22歳のパシュトゥーン人で、2012年に国軍へ入隊して以降は憲兵隊員として勤務していた。後の報告によると、タリバンまたはその他の過激派グループの関係を示すものは見つからず、明確な反米/反ISAF感情を抱いている兆候も見られなかったが、一方で外国軍に対する偏見を抱いていた可能性が示唆された。また、事件前の7ヶ月ないし8ヶ月に渡って休暇を取っておらず、ラマダーンの終了を祝うイド・アル＝フィトルにあわせて申請した休暇も認められていなかった。こうした背景から、報告はラフィクラーが独自に過激な思想を抱くようになったことと、精神的な問題を抱えていたことの2つを可能性として指摘し、犯行は計画的なものではないとされた。
後に報告されたところによると、現地時間の午前11時40分頃、グリーンを含む高級将校らはラフィクラーのいた兵舎の近くで立ち止まり、ブリーフィングを開始した。そのおよそ15分後、ラフィクラーは将校らを目視できる位置にあった便所の窓から銃口を突き出し、M16小銃を乱射した。ただちに護衛の兵士2名（デンマーク人とアメリカ人）が応戦し、ラフィクラーを射殺したため、銃撃は1分未満で終わった。兵士らが兵舎に入ると、ラフィクラーは瀕死の状態で他のアフガニスタン兵に囲まれており、応急処置の最中に死亡した。
かねてから頻発していたこの種のいわゆる内部攻撃（insider attacks）は、2012年をピークに減少しつつあったものの、例えば2011年4月の国軍将校によるカブール国際空港での銃乱射事件などの注目を集める攻撃の後には、しばしば多国籍軍とアフガニスタン国軍のパートナーシップの強度に疑問が呈されてきた。事件後、高官が戦闘地域で視察を行う際の防護装備の着用や救急用品の携行といった規則の徹底、リスク評価や警備体制などの見直し、護衛部隊の再訓練といった対応が取られた。
2014年8月7日朝、デラウェア州ドーバー空軍基地にグリーンの遺体が到着する。8月14日、遺体はアーリントン国立墓地に埋葬された。

## 私生活
妻のスー・マイヤーズ（Sue Myers）は医師（doctor）の資格を持つ陸軍の退役大佐で、陸軍大学校に教授として勤務していた。グリーンの戦死時、彼女はバージニア州フォールズチャーチに暮らしていた。グリーンには子供が2人あった。娘アメリア（Amelia）と息子マシュー（Matthew）である。マシューは陸軍に将校として勤務している。

## 受章
| Bronze oak leaf cluster · Bronze oak leaf cluster · Bronze oak leaf cluster |  | Silver oak leaf cluster |
| Bronze oak leaf cluster · Bronze oak leaf cluster · Bronze oak leaf cluster |  | Bronze star             |
|                                                                             |  |                         |

| 1段目 | 三重柏葉章付レジオン・オブ・メリット章 | 名誉戦傷章   | 銀柏葉章付功労章                |
| 2段目 | 三重柏葉章付陸軍称揚章                 | 陸軍業績章   | 銅星章付国防従軍章              |
| 3段目 | 国際対テロ戦争従軍章                   | 陸軍勤務記章 | 陸軍海外勤務記章（受章回数2回） |